# Saint-Georges-du-Bois (Sarthe)
Saint-Georges-du-Bois település Franciaországban, Sarthe megyében. Lakosainak száma 2228 fő (2022. január 1.). Saint-Georges-du-Bois Pruillé-le-Chétif, Allonnes és Étival-lès-le-Mans községekkel határos.

## Népesség
A település népessége az elmúlt években az alábbi módon változott:
| Lakosok száma | 1994 | 2078 | 2134 | 2121 | 2141 | 2155 | 2162 | 2173 | 2228 |
|               | 2013 | 2015 | 2016 | 2017 | 2018 | 2019 | 2020 | 2021 | 2022 |